# GUNDAM FACTORY YOKOHAMA
GUNDAM FACTORY YOKOHAMAは、かつて神奈川県横浜市中区の山下埠頭に存在していた、機動戦士ガンダムを題材とした複合施設である。

## 概要
機動戦士ガンダム40周年プロジェクトの一環で、2020年12月19日に開業した。当初は10月1日開業予定だったが、新型コロナウイルス感染拡大により延期された。
施設は、18mの動く実物大ガンダムが格納された施設「GUNDAM-DOCK」と、動くガンダムの仕組みがわかる展示施設やカフェ、物販施設などからなる複合施設「GUNDAM-LAB」で構成されていた。入場料は大人1650円、小人（7歳以上12歳以下）1100円。6歳以下は大人1人につき3人まで無料であった。
当初は2022年3月末までの公開を予定していたが、ファンの要望を受け2度に渡って延長し、2024年3月31日に営業を終了した。

### GUNDAM-DOCK
GUNDAM-DOCKには18mの動く実物大ガンダムが格納され、毎時00分と30分に起動演出が実施された。また、ガンダムを高さ15メートルと18メートルの位置から見ることができる「GUNDAM-DOCK TOWER」も設けられ、入場には入場料とは別で1人3300円が必要だった。

#### 実物大ガンダム
実物大ガンダムは鋼鉄製の可動フレームに、カーボン樹脂製の外装を取り付ける機体構造で、高さ約18m、本体の質量は約25t。腕や脚が可動し、関節自由度は全身で24度となっている他、ハンド部分は各五指が稼働する。アクチュエーターは全て電動式で、大きなトルクがかかる関節部分には電動シリンダを用い、その他の箇所にはモーターと減速機を組み合わせて搭載していた。
外観は初代ガンダム「RX-78-2」をモデルにしつつ滑らかな動作を実現するために修正が加えられており、ガンダム世界のなかで起きた「一年戦争」のあとに発見されたモビルスーツのパーツを検証するために再構成して作られた「RX-78F00」という設定になっている。
実物大ガンダムはGUNDAM-CARRIERと呼ばれる台車に据え付けられており、その前後移動とガンダムの体の動きが連動することで絶対に倒れない安全性を確保しつつ歩行を表現している。当初は二足歩行するガンダムの製作を試みたが、技術的に不可能であった上、建築基準法により絶対に倒れてはならない建築物を造る必要があったため実現しなかった。これについて、原作者である富野由悠季は、「ごめんなさいと言わせてください」「もっと乗り物として動かしたいと思う人は、このガンダムを見上げて、解決しなければならない問題がいっぱいあるのだ、という想像をして、その解決策を考え出してほしいのです。」としている。
実物大ガンダムを動かすプロジェクトは2014年に「ガンダムGLOBAL CHALLENGE」の名称で始動した。その実現に向け、乃村工藝社、アスラテック、川田工業、住友重機械搬送システム、ココロ、ナブテスコ、安川電機、三笠製作所、前田建設工業の9社が協力した。
2024年の営業終了後に解体・撤去され、その後装甲の部材のほぼ全てが2025年日本国際博覧会（大阪・関西万博）にてバンダイナムコグループの出展するパビリオン「GUNDAM NEXT FUTURE PAVILION」にて再利用され、実物大ガンダム像が設置された。

### GUNDAM-LAB
GUNDAM-LABには、実物大ガンダムの仕組みをパネルや立体物で設計、構造、仕組みを解説する展示や、コクピットに乗り込んだかのような体験ができる「GUNDAM Pilot View SoftBank 5G EXPERIENCE」が設置された「ACADEMY」、限定商品を取り扱うショップ「THE GUNDAM BASE YOKOHAMA Satellite」、「GUNDAM Café Yokohama Satellite」が存在した。